# Lední hokej na Zimních olympijských hrách 2026 – turnaj muži
Olympijský turnaj v roce 2026 se bude konat v aréně PalaItalia v Miláně. Poprvé od her v Soči se her zúčastní hráči NHL. Automaticky se zúčastní tým Itálie, který turnaj pořádá. Turnaj startuje 5. února 2026 a končí 22. února 2026. 

## Kvalifikované země
Země, které se kvalifikovaly
| Skupina A | Skupina B | Skupina C |
| --------- | --------- | --------- |
| Kanada    | Finsko    | Dánsko    |
| Česko     | Švédsko   | Německo   |
| Francie   | Slovensko | USA       |
| Švýcarsko | Itálie    | Lotyšsko  |

## Základní skupiny

### Skupina A

#### Tabulka
| Poř. | Tým       | Z | V | VP | PP | P | GV | GI | +/- | B |
| ---- | --------- | - | - | -- | -- | - | -- | -- | --- | - |
| 1.   | Kanada    | 0 | 0 | 0  | 0  | 0 | 0  | 0  | 0   | 0 |
| 2.   | Česko     | 0 | 0 | 0  | 0  | 0 | 0  | 0  | 0   | 0 |
| 3.   | Švýcarsko | 0 | 0 | 0  | 0  | 0 | 0  | 0  | 0   | 0 |
| 4.   | Francie   | 0 | 0 | 0  | 0  | 0 | 0  | 0  | 0   | 0 |

#### Zápasy
| 12. února 2025 12:10 | Švýcarsko | : (:, :, :) | Francie | PalaItalia Santa Giulia, Milán |  |

| 12. února 2025 16:40 | Česko | : (:, :, :) | Kanada | PalaItalia Santa Giulia, Milán |  |

| 13. února 2025 16:40 | Francie | : (:, :, :) | Česko | PalaItalia Santa Giulia, Milán |  |

| 13. února 2025 21:10 | Kanada | : (:, :, :) | Švýcarsko | PalaItalia Santa Giulia, Milán |  |

| 15. února 2025 12:10 | Švýcarsko | : (:, :, :) | Česko | PalaItalia Santa Giulia, Milán |  |

| 15. února 2025 16:40 | Kanada | : (:, :, :) | Francie | PalaItalia Santa Giulia, Milán |  |

### Skupina B

#### Tabulka
| Poř. | Tým       | Z | V | VP | PP | P | GV | GI | +/- | B |
| ---- | --------- | - | - | -- | -- | - | -- | -- | --- | - |
| 1.   | Švédsko   | 0 | 0 | 0  | 0  | 0 | 0  | 0  | 0   | 0 |
| 2.   | Finsko    | 0 | 0 | 0  | 0  | 0 | 0  | 0  | 0   | 0 |
| 3.   | Slovensko | 0 | 0 | 0  | 0  | 0 | 0  | 0  | 0   | 0 |
| 4.   | Itálie    | 0 | 0 | 0  | 0  | 0 | 0  | 0  | 0   | 0 |

#### Zápasy
| 11. února 2025 16:40 | Slovensko | : (:, :, :) | Finsko | PalaItalia Santa Giulia, Milán |  |

| 11. února 2025 21:10 | Švédsko | : (:, :, :) | Itálie | PalaItalia Santa Giulia, Milán |  |

| 13. února 2025 12:10 | Finsko | : (:, :, :) | Švédsko | PalaItalia Santa Giulia, Milán |  |

| 13. února 2025 12:10 | Itálie | : (:, :, :) | Slovensko | Fiera Milano, Milán |  |

| 14. února 2025 12:10 | Švédsko | : (:, :, :) | Slovensko | PalaItalia Santa Giulia, Milán |  |

| 14. února 2025 16:40 | Finsko | : (:, :, :) | Itálie | PalaItalia Santa Giulia, Milán |  |

### Skupina C

#### Tabulka
| Poř. | Tým      | Z | V | VP | PP | P | GV | GI | +/- | B |
| ---- | -------- | - | - | -- | -- | - | -- | -- | --- | - |
| 1.   | USA      | 0 | 0 | 0  | 0  | 0 | 0  | 0  | 0   | 0 |
| 2.   | Německo  | 0 | 0 | 0  | 0  | 0 | 0  | 0  | 0   | 0 |
| 3.   | Dánsko   | 0 | 0 | 0  | 0  | 0 | 0  | 0  | 0   | 0 |
| 4.   | Lotyšsko | 0 | 0 | 0  | 0  | 0 | 0  | 0  | 0   | 0 |

#### Zápasy
| 12. února 2025 21:10 | Lotyšsko | : (:, :, :) | USA | PalaItalia Santa Giulia, Milán |  |

| 12. února 2025 21:10 | Německo | : (:, :, :) | Dánsko | Fiera Milano, Milán |  |

| 14. února 2025 12:10 | Německo | : (:, :, :) | Lotyšsko | Fiera Milano, Milán |  |

| 14. února 2025 21:10 | USA | : (:, :, :) | Dánsko | PalaItalia Santa Giulia, Milán |  |

| 15. února 2025 19:10 | Dánsko | : (:, :, :) | Lotyšsko | Fiera Milano, Milán |  |

| 15. února 2025 21:10 | USA | : (:, :, :) | Německo | PalaItalia Santa Giulia, Milán |  |